# Codex Einsidlensis 277
Der Codex Einsidlensis 277 nimmt eine Sonderstellung ein, da allein in ihm  der vollständige Text des Werkes der Mystikerin Mechthild von Magdeburg, das Fliessende Licht der Gottheit, überliefert ist. Das mittelhochdeutsche Manuskript wurde in den Jahren nach 1350 in der Region um Basel geschrieben und besteht aus zwei Teilen. Der eine enthält das Fliessende Licht der Gottheit, unterteilt in sieben Bücher, der andere beinhaltet diverse kurze Traktate mit ähnlich mystischer Thematik von verschiedenen unbekannten Autoren. Heute befindet sich die Handschrift in der Stiftsbibliothek des  Klosters Einsiedeln.

## Beschreibung

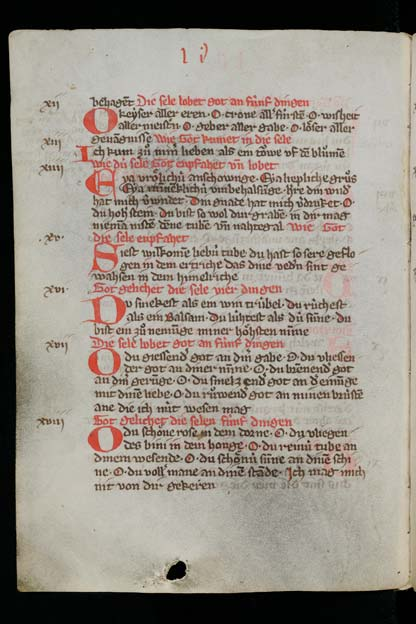
Beispielseite mit roten Initialen und roten Überschriften sowie Randglossen, F. 7v

Das Manuskript in einem Format von 193 × 144 mm präsentiert sich auf 442  Pergamentseiten. Der Einband besteht aus zwei lederüberzogenen, nur einfach verzierten Holzdeckeln und ist vermutlich ausser dem Buchrücken noch das Original aus der Entstehungszeit. Der Text selbst ist in  gotischer Minuskel mit bräunlich-schwarzer Tinte verfasst und bis auf die ersten fünfzig Seiten in jeweils zwei Spalten angeordnet; die mit einem Griffel vorgenommene Linierung ist noch deutlich sichtbar. Das Fliessende Licht der Gottheit wurde von einem einzigen Kopisten niedergeschrieben; bei den verschiedenen kurzen Texten des zweiten Teils lassen sich hingegen fünf unterschiedliche Schreiber feststellen. Beide Teile weichen in Zeilenzahl und Schriftraum kaum voneinander ab, woraus ersichtlich wird, dass sie bereits in der Absicht, sie später zusammenzufügen, erstellt wurden.
Der Codex ist nur spärlich mit Buchschmuck ausgestattet; die Schrift ist stets sehr sorgfältig ausgeführt, weist aber keine  kalligraphischen Besonderheiten auf. Es finden sich auch keine Illustrationen oder speziell ausgeschmückte  Initialen. Überschriften, Initialen und zentrale Sätze wurden mit roter Tinte gestaltet, der Beginn eines neuen Satzes mit roter Konturierung des Anfangsbuchstaben hervorgehoben.

## Inhalt

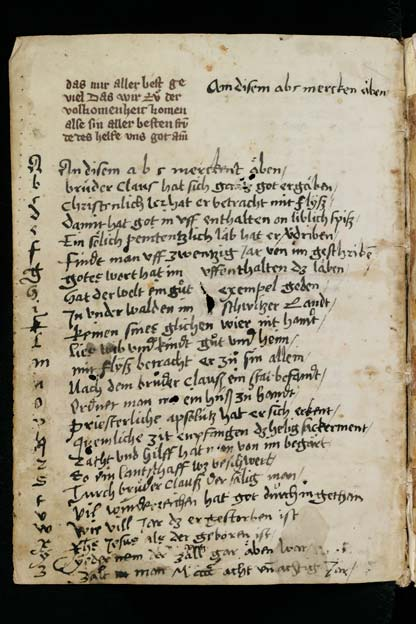
Gedicht über den hl. Niklaus von Flüe, F. 221v

Das Fliessende Licht der Gottheit macht beinahe drei Viertel des gesamten Codex aus. Sowohl ganz zu Beginn der Handschrift wie auch an den Rändern finden sich Anmerkungen und Glossen aus späterer Zeit. So wurde auf der ersten Seite eine zusammenfassende Einleitung in Latein hinzugefügt.
Anschliessend an die sieben Bücher der Mechthild von Magdeburg folgen zwei kurze Texte über die Selbstprüfung des gläubigen Christen, welche ebenfalls noch zum ersten Teil gehören, der mit einigen leeren Seiten abgeschlossen wird. Die zweite Einheit des Codex versammelt auf hundert Seiten dreissig verschiedene kurze Texte, meist Auszüge aus grösseren Werken oder Predigten. Kennzeichnend ist, dass sich alle diese Traktate an die Mystik anlehnen, welche somit zum zentralen thematischen Leitfaden der gesamten Handschrift wird. Behandelt werden beispielsweise das tugendhafte Leben, Gott als die erste Ursache und die erzürnte Seele. Bei weitem nicht alle Autoren sind bekannt, sechs dieser Texte stammen von Predigten  Meister Eckharts.
Sowohl zeitlich als auch durch die Art seiner Darstellung sticht das den Codex abschliessende Kapitel hervor; es besteht aus einem in ungelenker Schrift über die ganze Seite hin verfassten Gedicht in Form eines Abecedarius zu Ehren des hl. Niklaus von Flüe und wurde im 16. Jahrhundert hinzugeschrieben. Jeder Satz beginnt der Reihenfolge des Alphabets entsprechend mit einem anderen Buchstaben.

## Geschichte
Der Handschrift ist ein loses Papierblatt in der Schrift des Basler Priesters Heinrich von Rumersheim beigefügt. Er erläutert, dass er im Auftrag der verstorbenen Margaretha zum goldenen Ring, deren Beichtvater er war, dieses Buch den  Beginen in der Vorderen Au bei Einsiedeln übergebe. Im Tal von Einsiedeln gab es vier Beginenhäuser; der Codex sollte zwischen diesen zirkulieren.
Die Gründe für dieses Geschenk werden nicht genannt. Margaretha starb kurz nach 1400; ob sie die Auftraggeberin des Manuskriptes war oder ob es erst für jemand anderen geschrieben wurde und später in ihren Besitz gelangte, ist nicht mehr mit Sicherheit feststellbar. Es besteht zudem die Möglichkeit, dass sie die Handschrift, die vielleicht zuvor nur aus dem Fliessenden Licht der Gottheit bestand, durch den zweiten Teil ergänzen liess. Margaretha gehörte in den frommen Kreis um den Basler Prediger Heinrich von Nördlingen, welcher sich in der Mitte des 14. Jahrhunderts mit den Schriften Mechthilds von Magdeburg eingehend beschäftigte und entscheidend zu deren Verbreitung beitrug.
Auf welchen Wegen die Handschrift schliesslich in die Stiftsbibliothek Einsiedeln gelangte, ist nicht klar; aus dem 16. Jahrhundert datiert ein Besitzeintrag, wo angegeben wird, dass der Codex noch in der Vorderen Au aufbewahrt wurde. Ein weiterer Vermerk, wo bereits Einsiedeln genannt wird, stammt vermutlich aus dem 18. oder frühen 19. Jahrhundert. Der letztmögliche Zeitpunkt, an dem das Manuskript ins Kloster Einsiedeln gelangt sein könnte, dürfte das Jahr 1798 sein. Die Schwestern in der Vorderen Au flüchteten vor den  einmarschierenden Franzosen und der Codex wird mit anderen Besitztümern nach Einsiedeln gebracht worden sein.